# Stora Tosserydssjön
Stora Tosserydssjön är en sjö i Borås kommun i Västergötland och ingår i Viskans huvudavrinningsområde.